# Basutacris natalensis
Basutacris natalensis är en insektsart som beskrevs av Vitaly Michailovitsh Dirsh 1956. Basutacris natalensis ingår i släktet Basutacris och familjen Lentulidae. Inga underarter finns listade i Catalogue of Life.